# Stephen Baxter

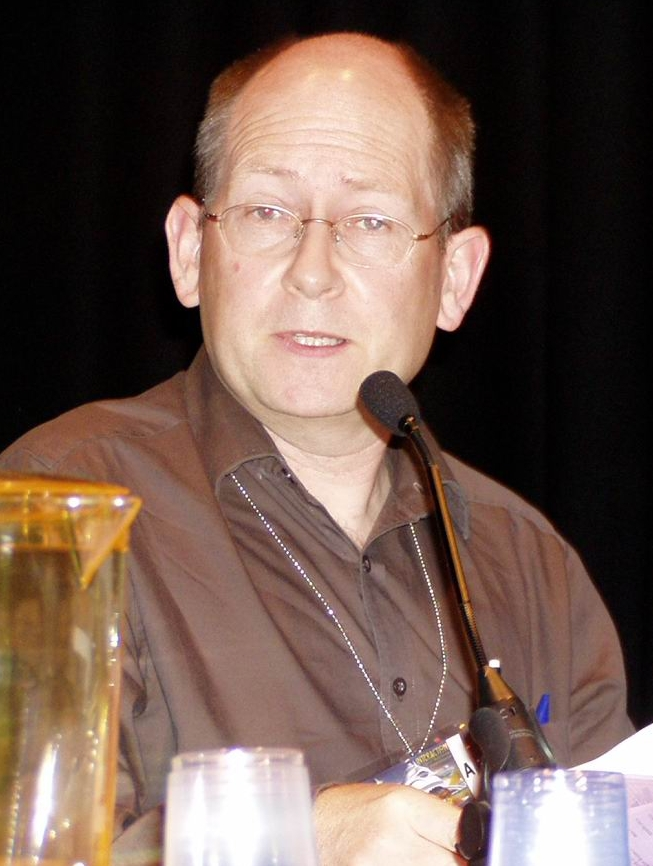
Stephen Baxter auf der 63. World Science Fiction Convention (2005)

Stephen Michael Baxter (* 13. November 1957 in Liverpool) ist ein englischer Science-Fiction-Autor, bekannt vor allem durch seinen Xeelee-Zyklus.

## Leben
Baxter studierte Mathematik in Cambridge, wurde als Ingenieur an der Southampton-University promoviert und besitzt einen Abschluss des Henley Management College in Betriebswirtschaft. Einige Jahre lang lehrte er Mathematik, Physik und Informatik. Baxter ist Mitglied der British Interplanetary Society und bewarb sich 1991 als Astronaut für einen Aufenthalt als Gast auf der russischen Mir-Raumstation.
1987 erschien die erste Erzählung von Baxters Xeelee-Zyklus in dem SF-Magazin Interzone. Seither hat er über 40 Bücher und über 100 Kurzgeschichten veröffentlicht. Seit 1995 ist er freier Schriftsteller.
Baxter lebt in Northumberland.

## Auszeichnungen
Baxter hat viele Preise gewonnen, darunter den Philip K. Dick Award, den John W. Campbell Memorial Award, den British Science Fiction Association Award, den deutschen Kurd-Laßwitz-Preis und den Seiun Award (Japan). Im Einzelnen:
- 1995: Sidewise Award für die Kurzgeschichte Brigantia’s Angels
- 1996: British Science Fiction Association Award für The Time Ships als bester Roman

0000 Interzone Readers Poll für The Ant-Men of Tibet in der Kategorie „Fiction“
0000 John W. Campbell Memorial Award für The Time Ships
0000 Kurd-Laßwitz-Preis für The Time Ships in der Kategorie „ausländischer SF-Roman“
0000 Seiun Award für Timelike Infinity als bester Roman
0000 Sidewise Award für die Kurzgeschichte Brigantia’s Angels
- 1997: Interzone Readers Poll für The Spacetime Pit in der Kategorie „Fiction“

0000 Philip K. Dick Award für The Time Ships
0000 Sidewise Award für den Roman Voyage
- 1998: British Science Fiction Association Award für War Birds in der Kategorie „Short Fiction“

0000 Interzone Readers Poll für The Fubar Suit in der Kategorie „Fiction“
0000 Science Fiction Chronicle Readers Poll für Moon Six als bester Kurzroman
0000 Science Fiction Age Readers Poll für Moon Six als bester Kurzroman
- 1999: Analog Award für Moon-Calf als beste Kurzgeschichte

0000 Seiun Award für The Time Ships als bester fremdsprachiger Roman
- 2000: Locus Award für Huddle als bester Kurzroman

0000 Philip K. Dick Award für Vacuum Diagrams
0000 Premio Ignotus für ¡Pasajeros a bordo para el escatón! La ciencia ficción y el fin del Universo in der Kategorie „Mejor artículo“ (Bester Artikel)
- 2001: Analog Award für Sheena 5 als beste Kurzgeschichte

0000 Asimov’s Science Fiction Magazine Readers’ Award für On the Orion Line als bester Kurzroman
- 2002: British Science Fiction Association Award für Omegatropic als bestes Sachbuch
- 2003: Analog Award für The Hunters of Pangaea als beste Kurzgeschichte

0000 Locus Award für Evolution als bester Science-Fiction-Roman
- 2005: British Science Fiction Association Award für Mayflower II in der Kategorie „Short Fiction“
- 2006: Asimov’s Science Fiction Magazine Readers’ Award für The Children of Time als beste Kurzgeschichte
- 2012: Goodreads Choice Award für The Long Earth in der Kategorie „Science Fiction“

## Werk
Baxters Stil als Hard-SF-Schreiber gilt als einzigartig. Er stellt in jedem seiner Romane eine Frage und leitet dann Antworten aus dem aktuellen Kenntnisstand der physikalischen Gesetze und Theorien her.

### Das Xeelee-Universum

#### Der Xeelee-Zyklus (The Xeelee Sequence)
Sein »Xeelee«-Zyklus spielt in einer fernen Zukunft. Die Menschen sind dabei, sich neben den gottähnlichen Xeelee (gespr. Sielie) zur zweitmächtigsten Spezies im Universum zu entwickeln. Die Romane und Kurzgeschichten beschäftigen sich mit Aspekten der modernen Physik, mit Singularitäten und den Konflikten zwischen baryonischem und supersymmetrischem Leben. Speziell in Flux findet man eine literarische Beschreibung für Leben auf einem Neutronenstern.
- Vol. 1: Raft, 1991.

Band 1: Das Floß, Heyne TB, 1994, ISBN 3-453-07777-6.
Was passiert, wenn Menschen durch Zufall in einem Universum landen, in dem die Gravitationskonstante eine Milliarde Mal größer ist als in unserem Universum und schon der menschliche Körper eine spürbare Massenanziehung entwickelt? Dieser Roman beschreibt, wie sich die Menschen mit diesen neuen Rahmenbedingungen zurechtfinden und eine neue Zivilisation aufbauen.
- Vol. 2: Timelike Infinity, 1992.

Band 2: Das Geflecht der Unendlichkeit, Heyne, 1994, ISBN 3-453-07958-2.
In diesem Roman wird beschrieben, wie außerirdische Invasoren durch von Menschenhand geschaffene Wurmlöcher 1500 Jahre in die Vergangenheit reisen, um auch dort die Menschheit zu unterdrücken, und wie sich der Protagonist gegen eine Invasion wehrt, die eigentlich erst in der Zukunft stattfindet, und dabei Einblicke in eine Zukunft gewinnt, die er lieber nie gesehen hätte.
- Vol. 3: Flux, 1993.

Band 3: Flux, Heyne, 1998, ISBN 3-453-13967-4.
Kann es Leben auf einem Neutronenstern geben, auf dem die Gravitation milliardenfach stärker ist als auf der Erde? Auch hier verfolgt Stephen Baxter unkonventionelle Ideen und beschreibt eine durch Menschenhand erschaffene menschliche Zivilisation und wie sich menschlicher Geist in superdichter Materie behaupten kann.
- Vol. 4: Ring, 1994.

Band 4: Ring, Heyne, 1996, ISBN 3-453-09458-1.
(In Deutschland sind die Bände 3+4 in vertauschter Reihenfolge veröffentlicht worden.)
Was ist, wenn das Leben, wie wir es kennen, nur eine Übergangslösung ist und die wahren Außerirdischen so fremd sind, dass niemals auch nur ein Ansatz von Kommunikation stattfinden kann? Im eigentlichen Abschluss des »Xeelee«-Zyklus tangiert der Autor das alte philosophische Problem der Interkommunikabilität zwischen Wesen, denen verschiedene Erfahrungshorizonte zu Grunde liegen (vgl. Solaris von Stanisław Lem), und welchen Standpunkt der Mensch einnimmt, wenn sich zwei gottgleiche Kontrahenten bekriegen. Vor allem wird in diesem Roman die Frage aufgeworfen, in welchem Rahmen sich menschliche und universelle Ereignisse ereignen.
- Vol. 5: Vacuum Diagrams, 1997 (Kurzgeschichten)

Band 5: Vakuum-Diagramme, Heyne, 2001, ISBN 3-453-17983-8.
Kurzgeschichten, die die Handlung der vorherigen Romane zusammenführen.
PROLOGUE (Prolog)
- „Prologue: Eve“, 1997 ('„Prolog: Eve“')

ERA: EXPANSION (Erste Ära: Expansion)
- „The Sun-People“ auch: „The Sun Person“, 1993 ('„Das Sonnenvolk“', auch: '„Das Sonnenwesen“')
- „The Logic Pool“, 1994 ('„Der Logik-Pool“')
- „Gossamer“, 1995 ('„Spinnweben“')
- „Cilia-of-Gold“, 1994 ('„Goldwimper“')
- „Lieserl“, 1993 ('„Lieserl“')

ERA: SQUEEM OCCUPATION (Zweite Ära: Die Herrschaft der Squeem)
- „Pilot“, 1993 ('„Pilot“')
- „The Xeelee Flower“, 1987 ('„Die Xeelee-Blume“')
- „More Than Time or Distance“, 1988 ('„Mehr als Zeit und Raum“')
- „The Switch“, 1990 ('„Der Schalter“')

ERA: QAX OCCUPATION (Dritte Ära: Die Herrschaft der Qax)
- „Blue Shift“, 1989 ('„Blauverschiebung“')
- „The Quagma Datum“, 1989 ('„Das Quagma-Datum“')
- „Planck Zero“, 1992 ('„Planck-Null“')

ERA: ASSIMILATION (Vierte Ära: Assimilation)
- „The Gödel Sunflowers“, 1992 ('„Die Gödel'schen Sonnenblumen“')
- „Vacuum Diagrams“, 1990 ('„Vakuum-Diagramme“')

ERA: THE WAR TO END WARS (Fünfte Ära: Der letzte aller Kriege)
- „Stowaway“, 1991 ('„Blinder Passagier“')
- „The Tyranny of Heaven“, 1990 ('„Die Tyrannei des Himmels“')
- „Hero“, 1995 ('„Held“')

ERA: FLIGHT (Sechste Ära: Die Flucht)
- „Secret History“, 1991 ('„Geheime Geschichte“')

ERA: PHOTINO VICTORY (Siebte Ära: Der Photino-Sieg)
- „Shell“, 1987 ('„Schale“')
- „The Eighth Room“, 1989 ('„Die Achte Kammer“')
- „The Baryonic Lords“, 1991 ('„Die Baryonischen Lords“')

EPILOGUE (dt. Epilog)
- „Epilogue: Eve“, 1997 ('„Epilog: Eve“')

- Weitere Kurzgeschichten:

- „Return to Titan“, 2010.
- „Starfall“, 2009.
- „Remembrance“, 2007.
- „The Seer and the Silverman“, 2008.
- „PeriAndry's Quest“, 2004.
- „Climbing the Blue“, 2005.
- „The Time Pit“, 2005.
- „The Lowland Expedition“, 2006.
- „Formidable Caress“, 2009.

- Vol. 1–4: A Xeelee Omnibus, 2010 (Sammelband)

- Xeelee Endurance, 2015 (Kurzgeschichten)

- „Return to Titan AD 3685“
- „Starfall AD 4771-4820“
- „Remembrance AD 5071“
- „Endurance AD 5274“
- „The seer and the silverman AD 5810“
- „Gravity dreams AD 978225“
- „Periandry's quest AD c.3.8 Billion Years“
- „Climbing the Blue AD c.4 Billion Years“
- „The Time pit AD c.4.5 Billion Years“
- „The lowland expedition AD c.4.8 Billion Years“
- „Formidable Caress AD c.5 Billion Years“

- Xeelee Vengeance, 2017

Reboot der Xeelee-Storyline.
Durch eine der ersten Wurmlochtransitverbindungen gelingt einem Xeelee eine Zeitreise aus der Zukunft in die Zeit von Michael Poole mit dem Ziel, die Erde und die Menschheit zu zerstören.
- Xeelee Redemption, 2018

Fortsetzung des Reboot von Xeelee Vengeance.
Nach dem Überleben des Xeelee-Angriffs auf die Erde fliegt Michael Poole mit Raumschiffen in das Zentrum der Milchstraße.

#### Kinder des Schicksals (Destiny's Children)
Sein Zyklus über die »Kinder des Schicksals« fügt sich in den »Xeelee«-Zyklus ein. In diesen Romanen wird beschrieben, wie sich durch diverse Umstände Parallelentwicklungen in der menschlichen Gesellschaft ergeben und dabei auch Unterarten der Gattung Mensch entstehen können.
- Vol. 1: Coalescent, 2003, ISBN 0-345-45786-2, Del Rey Books.

Band 1: Der Orden, Heyne, 2004, ISBN 3-453-52012-2.
Ist unsere jetzige Gesellschaftsform die einzig mögliche, oder kann es auch andere Formen des Menschen geben? Ein junges Mädchen gerät in England in die Wirren der nachrömischen Zeit im 5. Jahrhundert nach Christus. Sie findet ihren Weg, in dieser Zeit zu überleben, aber wie können ihre Familie und damit ihre Nachkommen überleben? Sie findet einen Weg, und im 20. Jahrhundert entdeckt ein entfernter Nachkomme einen Hinweis auf eine für ihn unvorstellbare, gar unmenschliche Organisation und geht diesem Hinweis nach. Stephen Baxter schafft es in seinem Roman, eine Form der menschlichen Gesellschaft zu beschreiben, die wie ein Ameisenhaufen aufgebaut ist und auch so funktioniert. Er stellt dabei die These auf, dass jede Form von hierarchielosen Gemeinschaften im Prinzip Schwärme sind und sich verschiedene Schwärme, auch auf andere Art und Weise, bekriegen. Diese sogenannten Koaleszenzen werden in vielen seiner Bücher beschrieben.
- Vol. 2: Exultant, 2004, ISBN 0-345-45789-7, Del Rey Books.

Band 2: Sternenkinder, Heyne, 2005, ISBN 3-453-52101-3.
Kann die Menschheit überleben, wenn sie sich seit 20.000 Jahren im Krieg befindet und nur noch für den Krieg lebt? Und ist unsere Form des Lebens die einzig Mögliche? Der Roman erzählt die Geschichte eines jungen Piloten und seines älteren Pendants aus einer anderen Zeitebene. Beide müssen sich in unterschiedlichen Situationen gegen das erstarrte Weltbild der Koalition behaupten und schließlich zusammenarbeiten, um die Menschheit vor den Xeelee zu bewahren. Eine Kernaussage des Romans ist, dass die Menschheit nur überleben kann, wenn sie sich ständig anpasst und neue Wege beschreitet. Baxter beschreibt dabei die Folgen und Auswirkungen eines Krieges, der mit Überlichtgeschwindigkeit geführt wird und somit unweigerlich zu Zeitparadoxa führt. Zugleich wird in einer linearen Parallelgeschichte die Geschichte des Universums erzählt und wie sich in jeder Phase des entstehenden Universums Leben bildet, weil es selbst durch das Leben entstand. Auch wird erklärt, was die Xeelee sind und wie sie entstanden sind.
- Vol. 3: Transcendent, 2005, ISBN 0-345-45792-7, Del Rey Books.

Band 3: Transzendenz, Heyne, 2006, ISBN 3-453-52189-7.
Der Roman spielt in zwei Zeitebenen. In der einen, etwa 500.000 Jahre von unserer Gegenwart entfernt, entsteht eine mächtige Wesenheit, die Transzendenz, aus einer speziellen telepathischen Verknüpfung von vielen Menschen, in deren Zentrum die Unsterblichen stehen. Die Transzendenz hat im Laufe der Zeit nahezu göttliche Macht über Raum und Zeit erlangt und hat sich der Erlösung der gesamten Menschheit in allen Zeiten verschrieben, indem jedes Leben selbst durchlebt wird und schließlich Ereignisse verändert, bzw. korrigiert werden. In dieser Zeit lebt eine junge Frau in einem Generationenschiff, die in die Transzendenz aufgenommen werden soll.
Der andere Handlungsstrang verläuft in unserer nahen Zukunft, in den 2040er Jahren. Die globale Erwärmung hat mittlerweile massive Probleme erzeugt, Miami versinkt in den Fluten, ebenso England und andere Regionen. Es gibt keine Autos mehr, und mit dem Flugzeug zu reisen ist kaum noch möglich, so dass der Ausstoß von Treibhausgasen stark reduziert werden konnte. Fast alle großen Säugetiere sind ausgestorben, und schon seit Jahrzehnten befindet sich die Kuiperanomalie, immer noch unerforscht, im Sonnensystem. In dieser Zeit lebt Michael Poole, ein Ingenieur, der vor vielen Jahren seine Frau verloren hat, die ihm jedoch schon seit frühester Kindheit immer wieder als eine Art Geist erscheint. Zwischen Problemen mit seinem Sohn und diesen verwirrenden Erscheinungen führt er ein Projekt an, das die menschliche Zivilisation vor der Vernichtung bewahren soll: Die Stabilisierung der Methanhydratlager im Polargebiet.
Neben moralischen und wissenschaftlichen Aspekten der Klimaveränderung und mit ihr einhergehenden Aussterbewellen befasst sich Baxter auch mit dem religiösen Wunsch bzw. der Möglichkeit von Göttlichkeit und Erlösung.
- Vol. 4: Resplendent, 2006.

Kurzgeschichten
- „Cadre Siblings“, 2000.
- „Reality Dust“, 2000 ('„Wirklichkeitsstaub“')
- „Silver Ghost“, 2000.
- „On the Orion Line“, 2000.
- „In the Un-Black“, 2001.
- „The Ghost Pit“, 2001.
- „The Cold Sink“, 2001.
- „Breeding Ground“, 2003.
- „The Great Game“, 2003.
- „The Chop Line“, 2003.
- „The Dreaming Mould“, 2002.
- „Conurbation 2473“, 2003.
- „All in a Blaze“, 2006.
- „Riding the Rock“, 2002.
- „Lakes of Light“, 2005.
- „Between Worlds“, 2006.
- „Mayflower II“, 2004.
- „Ghost Wars“, 2006.

### Die NASA-Trilogie (NASA Trilogy)
- Vol. 1: Voyage, 1996.

Band 1: Mission Ares, Heyne, 1999, ISBN 3-453-14868-1.
1969: Nixon entscheidet nach Ende des Apollo-Programms, ein Nachfolgeprogramm ARES für einen bemannten Marsflug zu starten. Der Roman beschreibt den Beginn des Programms bis zur Landung der ersten weiblichen Astronautin auf dem Mars 1986. Baxter stellt sich die Frage »Was wäre Wenn?« und gibt eine originelle Antwort.
- Vol. 2: Titan, 1997.

Band 2: Titan, Heyne, 2000, ISBN 3-453-17107-1.
2004 hat Cassini Saturn erreicht, Huygens landet auf dem Mond Titan und entdeckt Aminosäuren und langkettige Kohlenwasserstoffe. Gleichzeitig stürzt das Space-Shuttle Columbia ab, das Raumfahrtprogramm der USA wird eingefroren, um einen Meilenstein in der Geschichte zu setzen, wird eine bemannte Mission geplant, in der die verbliebenen Raumfähren und die alte Saturn V auf dem Kennedy Space Center umgebaut werden sollen, um den Saturnmond zu erreichen. Während die Raumfähre unterwegs ist, spitzt sich die weltpolitische Lage dramatisch zu. Die USA isolieren sich vollständig von der Weltpolitik, nachdem streng religiöse Kräfte an die Macht gekommen sind. Nachdem China Taiwan angegriffen hat, greifen die USA China mit biologischen Waffen an, dieses wiederum lässt einen Asteroiden auf die Erde fallen. Die Besatzung der Titanmission ist gestrandet. Dieser Roman spannt eine Geschichte von der Gegenwart bis in eine sehr ferne Zukunft.
- Vol. 3: Moonseed, 1998.

In diesem (noch nicht ins Deutsche übersetzten) Roman wird beschrieben, wie Nanobots die Erde in einen lebensfeindlichen Planeten verwandeln und wie die Menschheit diese Situation überlebt.

### Die Mammut-Trilogie (Mammoth)
In dieser Trilogie sind die Mammuts nicht ausgestorben, eine kleine Gruppe von ihnen hat auf einer einsamen Insel im Nordpolarmeer überlebt. Die Bücher beschreiben, wie es dazu kam, und wie sie sich in unserer modernen Welt zurechtfinden.
- Vol. 1: Silverhair, 1999.

Eine Gruppe von Mammuts hat bis in die Neuzeit auf einer Insel im Arktischen Ozean überlebt und trifft mit Wilddieben zusammen. Werden die Mammuts das überleben? Nachdem der Frieden durch Menschen gestört wurde, bricht Silverhair auf, um Hilfe zu finden. Plötzlich findet Silverhair sich in einer Welt wieder, in der die Menschen seit 10.000 Jahren kein lebendes Mammut mehr gesehen haben und entsprechend reagieren.
- Vol. 2: Longtusk, 2000.

Die modernen Menschen breiten sich überall auf der Erde aus und für die Mammuts bleibt nur noch eine Rückzugsmöglichkeit, weiter in den Norden. Dieser Roman beschreibt wie ein Mammutbulle den Weg zu der letzten menschenfreien Enklave und dort die Zukunft für seine Art findet.
- Vol. 3: Icebones, 2001.

Auf der Erde ist kein Platz mehr für Mammuts. Aber was passiert, wenn sie auf einem fremden Planeten ausgesetzt werden und der Mensch plötzlich nicht mehr da ist? Der Mensch hat in diesem Roman den Mars einem Terraforming unterzogen, ihn bewohnbar und zu einem Habitat für ausgestorbene Tier- und Pflanzenarten gemacht. Plötzlich verlassen die Menschen aus unbekannten Gründen fluchtartig den Mars und lassen alles stehen und liegen (siehe Die Mars-Chroniken von Ray Bradbury).
- Vol. 1–3: Behemoth, 2004 (Sammelband)

### Das Multiversum (Manifold)
Die Romane der Multiversum-Trilogie liefern verschiedene mögliche Erklärungen zum Fermi-Paradoxon und auch einen Einblick in die Viele-Welten-Interpretation der Quantenmechanik.
- Vol. 1: Manifold: Time, 1999.

Band 1: Das Multiversum: Zeit, Heyne, 2002, ISBN 3-453-21356-4.
- Vol. 2: Manifold: Space, 2000.

Band 2: Das Multiversum: Raum, Heyne, 2002, ISBN 3-453-21357-2.
- Vol. 3: Manifold: Origin, 2001.

Band 3: Das Multiversum: Ursprung, Heyne, 2003, ISBN 3-453-86162-0.
- Vol. 4: Manifold: Phase Space, 2002.

Kurzgeschichten
DREAMS (I)
- „Moon-Calf“, 1998.

EARTHS
- „Open Loops“, 2000.
- „Glass Earth, Inc.“, 1997.
- „Poyakhali 3012“, 1997 ('„Pojechali 3012“')
- „Dante Dreams“, 1998.
- „War Birds“, 1997 ('„Kriegsvögel“')

WORLDS
- „Sun-Drenched“, 1998.
- „Martian Autumn“, 2002.
- „Sun God“, 1997.
- „Sun-Cloud“, 2001.

MANIFOLD
- „Sheena 5“, 2000.
- „The Fubar Suit“, 1997.
- „Grey Earth“, 2001.
- „Huddle“, 1999.

PARADOX
- „Refugium“, 2002.
- „Lost Continent“, 2001.
- „Tracks“, 2001.
- „Lines of Longitude“, 1997.
- „The Barrier“, 1998.
- „Marginalia“, 1999.
- „The We Who Sing“, 2002.
- „The Gravity Mine“, 2000.
- „Spindrift“, 1999.
- „Touching Centauri“, 2003.

DREAMS (II)
- „The Twelfth Album“, 1998.

### Die Zeit-Verschwörung (Time's Tapestry)
- Vol. 1: Emperor, 2006.

Die Zeit-Verschwörung 01: Imperator, Heyne, 2007, ISBN 978-3-453-52247-3.
Bei der Geburt eines Briganten fällt die Mutter in Trance, spricht auf Latein eine Prophezeiung aus und stirbt. In dieser Prophezeiung wird die Invasion Britanniens, die Ankunft eines Kaisers und der Bau des Hadrianswalls genau beschrieben. Warum diese Prophezeiung zu einer Zeit, als Latein noch fast unbekannt in Britannien war? Will jemand den Lauf der Dinge ändern? In diesem Roman wird die Geschichte einer Familie erzählt, die die Prophezeiung für ihre Zwecke nutzen will und damit Unglück auf sich lädt; außerdem die Invasion Britanniens und die langsame Ausbreitung des Christentums in Europa und Britannien.
- Vol. 2: Conqueror, 2007.

Die Zeit-Verschwörung 02: Eroberer, Heyne, 2007, ISBN 978-3-453-52300-5.
Es ist 600 n. Chr. in Britannien. Bei der Geburt ihres Kindes sagt eine Römerin in Trance ein germanisches Gedicht auf, eine Sprache, die sie nicht beherrscht, in einem Reimschema, das sie nicht kennen kann. Das Gedicht handelt von den Germanen und den Nordmännern und wie sie das Schicksal Britanniens beeinflussen werden. Der letzte Vers verspricht ein 10.000-jähriges Arier-Reich.
Es wird auch kurz angedeutet, dass die Prophezeiungen nicht die einzige Methode zur Manipulation der Vergangenheit sind: Ein stummes Findelkind wird erwähnt, das die Baupläne unglaublicher Maschinen zeichnet.
Das Gedicht enthält auch einen Hinweis, wer es verfasst haben könnte...
- Vol. 3: Navigator, 2007.

Die Zeit-Verschwörung 03: Navigator, Heyne, 2008, ISBN 978-3-453-52371-5.
Immer wieder tauchen merkwürdige Prophezeiungen und Boten auf, die in Wendepunkte der Geschichte eingreifen. Der englische Mönch Sithric sammelt diese Prophezeiungen und stößt auf zwei, die eine gegensätzliche Zukunft erzeugen wollen. Nach seinem Tod werden die Prophezeiungen getrennt und geraten in die Hände zweier verwandter Familien. Jede glaubt, ihre Prophezeiung werde die Christenheit retten und so bekämpfen sich beide durch Intrigen. Wird „der Täuberich“ „Gottes Maschinen“ im letzten Krieg gegen den Islam einsetzen? Oder wird er das große Meer im Westen überqueren, um dort neue Länder zu entdecken?
Es wird immer deutlicher, dass konkurrierende Weber, Zeugen und Kobolde aus der Zukunft in der Vergangenheit herumpfuschen, um sich einen Vorteil zu verschaffen.
- Vol. 4: Weaver, 2008.

Die Zeit-Verschwörung 04: Diktator, Heyne, 2008, ISBN 978-3-453-52426-2.
Es ist September 1940 und das Unternehmen Seelöwe beginnt. Deutsche Truppen landen an der englischen Küste und rücken nach Norden vor. Doch die Invasion kommt frühzeitig zum Stehen und England ist plötzlich geteilt: in eine freie, englische Seite und in das von den deutschen Invasoren gehaltene Protektorat Albion. In diesem leidet die Bevölkerung stark unter der Besatzung. Deutsche Soldaten werden bei einheimischen Familien einquartiert, Kriegsgefangene müssen Zwangsarbeit verrichten und die Versorgungslage verschlechtert sich mehr und mehr. Inmitten dieser Besatzung nimmt die in den drei vorangegangenen Romanen beschriebene Zeitverschwörung ihren Anfang und ein Wettlauf zwischen britischem Geheimdienst und der SS beginnt: die einen wollen den Weber eliminieren, die anderen mit immer neuen Eingriffen in die Vergangenheit die Geschichte der ganzen Welt verändern.

### Zeitodyssee (A Time Odyssey), mit Arthur C. Clarke
- Vol. 1: Time's Eye, 2004.

Band 1: Die Zeit-Odyssee, Heyne, 2005, ISBN 3-453-52410-1.
Im Jahre 2037 bricht das Raum-Zeit-Kontinuum auseinander. Die Erde wird durch viele „Erdzeitstückchen“, einem Flickenteppich gleich, wieder zusammengesetzt, und plötzlich finden sich Personen aus dem Jahr 2037 in einer Welt wieder, in der Urzeitmenschen und Eiszeiten existieren. Zudem tauchen überall die „Augen“ auf: silberne Kugeln, die unbeweglich in der Gegend schweben. Schließlich treffen auch zwei Heere aufeinander, die so nie zusammentreffen dürften: Alexander der Große wird sich mit Dschingis Khan messen müssen.
- Vol. 2: Sunstorm, 2005.

Band 2: Sonnensturm, Heyne, 2006, ISBN 3-453-52125-0.
Eine Solarbeobachtungsstation auf dem Mond beobachtet Unregelmäßigkeiten an der Sonne, und es stellt sich heraus, dass binnen Kurzem eine gigantische Sonneneruption alles Leben auf der Erde zu verbrennen droht. Haben die Erstgeborenen diese Eruption ausgelöst und warum? Und wie kann sich die Menschheit gegen die Urgewalten des eigenen Muttersterns schützen? Dieser Roman schließt an den Vorgänger an und beschreibt einen Anschlag auf die Menschheit, der seit Äonen vorbereitet wurde und wie sich die Menschheit behauptet und wehrt.
- Vol. 3: Firstborn, 2008.

Band 3: Wächter, Heyne, 2009, ISBN 978-3-453-52496-5.
Etwa 30 Jahre nachdem die Menschen den Sonnensturm nur knapp überlebt haben, hat sich das Sonnensystem gewandelt. Die durch den Sturm veränderten Umweltbedingungen machen aus vorher lebensfeindlichen Monden und Planeten interessante Objekte für eine Besiedelung oder Erforschung. Doch die Erstgeborenen mischen sich wieder ein. Die Vernichtung der Menschheit ist noch immer beschlossene Sache.

### The Web
Baxter hat die Bände 1 und 7 zu der zwölfteiligen Jugendbuch-Serie The Web beigetragen, spricht auf seiner Homepage selbst aber vom Web Book 1 + 2.
- Vol. 1: Gulliverzone, 1997.

in: The Web. Bastei Lübbe, 1998, ISBN 3-404-24256-4.
- Vol. 7: Webcrash, 1998, ISBN 1-85881-632-7.

### Unbenannte Katastrophen-Serie
- Vol. 1: Flood, 2008.

Band 1: Die letzte Flut, Heyne, 2009, ISBN 978-3-453-26630-8.
Hintergrund der Geschichte ist, dass sich im Tiefengestein der Erde große Wasserkavernen befinden. Diese Kavernen brechen auf und überfluten die Kontinente. In den ersten Jahren steigt der Meeresspiegel um wenige Zentimeter pro Jahr, dann um mehrere Meter pro Jahr, schließlich um hunderte Meter pro Jahr. Über einen Zeitraum von 50 Jahren beschreibt der Roman die Flucht der Menschen vor der nicht aufzuhaltenden Flut. Die einen fliehen in höhere Gebiete, die anderen versuchen ihr Glück auf Flößen und die dritten bauen Archen, um zu überleben.
- Vol. 2: Ark, 2009.

Band 2: Die letzte Arche, Heyne, 2011, ISBN 978-3-453-26657-5.
Eine Gruppe Superreicher versucht mit einem Raumschiff Menschen zu einem anderen Planeten in einem anderen Sternensystem zu schicken, in der Hoffnung, die Menschheit dort neu ansiedeln zu können. Die Geschichte beschreibt den verzweifelten Bau dieses Raumschiffs und das eingeengte Leben an Bord auf seiner siebenjährigen Reise in einer Warpblase.
- Vol. 3: Landfall, 2015, ISBN 978-1-938-26318-7.

### Die Nordland-Trilogie (Northland)
Saga einer alternativen Urgeschichte
- Vol. 1: Stone Spring, 2010, ISBN 978-0-575-08918-1.

Band 1: Steinfrühling, Cross Cult, 2015, ISBN 978-3-864-25450-5.
Steinzeit: Vor 8000 Jahren war dort, wo nun die Nordsee ist, eine große Landmasse. Als die Eiszeit endet, steigt der Meeresspiegel und beginnt, langsam das Nordland zu bedecken. Es kommt zu Landmangel und Völkerwanderungen. Eine junge Frau versucht, die Überreste ihres Dorfes nach einer katastrophalen Springflut zusammenzuhalten und ein Reisender aus dem Nahen Osten bringt die Technik der Ziegelherstellung zu ihnen...
- Vol. 2: Bronze Summer, 2011, ISBN 978-0-575-08923-5.

Band 2: Bronzesommer, Cross Cult, 2015, ISBN 978-3-864-25451-2.
1200 v. Chr.: Bronzezeit – und die wachsende Zivilisation des Nordlands gerät in Konflikt mit den östlichen Imperien der Bauern.
- Vol. 3: Iron Winter, 2012, ISBN 978-0-575-08928-0.

Band 3: Eisenwinter, Cross Cult, 2016, ISBN 978-3-864-25452-9.
1500 n. Chr.: In einem alternativen Renaissance-Zeitalter müssen sich die Nordländer ihrem ältesten Feind stellen: der Rückkehr des Eises.

### Die Lange Erde (The Long Earth), mitTerry Pratchett
- Vol. 1: The Long Earth, 2012.

Band 1: Die Lange Erde, Manhattan, 2013, ISBN 978-3-442-54727-2.
Band 1: Die Lange Erde, Goldmann, 2014, ISBN 978-3-442-48196-5.
Band 1: Die Lange Erde (Hörbuch, gelesen von Jens Wawrczeck), Der Hörverlag, 2013, ISBN 978-3-844-51183-3.
- Vol. 2: The Long War, 2013.

Band 2: Der Lange Krieg, Manhattan, 2015, ISBN 978-3-442-54728-9.
Band 2: Der Lange Krieg, Goldmann, 2016, ISBN 978-3-442-48537-6.
Band 2: Der Lange Krieg (Hörbuch, gelesen von  Volker Niederfahrenhorst), Der Hörverlag, 2015, ISBN 978-3-844-51814-6.
- Vol. 3: The Long Mars, 2014.

Band 3: Der Lange Mars, Manhattan, 2015, ISBN 978-3-442-54761-6.
Band 3: Der Lange Mars (Hörbuch, gelesen von  Volker Niederfahrenhorst), Der Hörverlag, 2015, ISBN 978-3-844-51936-5.
- Vol. 4: The Long Utopia, 2015.

Band 4: Das Lange Utopia, Manhattan, 2016, ISBN 978-3-442-54776-0.
Band 4: Das Lange Utopia (Hörbuch, gelesen von  Volker Niederfahrenhorst), Der Hörverlag, 2016, ISBN 978-3-844-52312-6.
- Vol. 5: The Long Cosmos, 2016.

Band 5: Der Lange Kosmos, Goldmann, 2017, ISBN 978-3-442-20537-0.
Band 5: Der Lange Kosmos (Hörbuch, gelesen von  Volker Niederfahrenhorst), Der Hörverlag, 2017, ISBN 978-3-8445-2811-4.

### Proxima
- Vol. 1: Proxima, 2013.

Band 1: Proxima, Heyne, 2014, ISBN 978-3-453-31579-2.
- Vol. 2: Ultima, 2014.

Band 2: Ultima, Heyne, 2015, ISBN 978-3-453-31639-3.

### Artefakt (World Engines)
- Vol. 1: Destroyer, 2019.

Band 1: Sternenpforte, Heyne, 2020, ISBN 978-3-453-32074-1.
- Vol. 2: Creator, 2020.

Band 2: Sterneningenieure, Heyne, 2022, ISBN 978-3-453-32075-8

### Einzelromane
- Anti-Ice, 1993.

Anti-Eis, Heyne, 1997, ISBN 3-453-12672-6.
Wie wäre wohl der Krimkrieg ausgegangen, hätten die Engländer über eine Antimaterie-Waffe verfügt? Baxter schildert den Einsatz von Waffen, deren Zerstörungskraft alles bisher Gekannte übersteigt. Hier wird die Frage gestellt, wie der Mensch mit Technologien umgeht, die er kaum versteht, aber einsetzt.
- The Time Ships, 1995 (autorisierte Fortsetzung zu Die Zeitmaschine von H. G. Wells)

Zeitschiffe, Heyne, 1995, ISBN 3-453-08555-8.
Zeitschiffe, Heyne, 2002, ISBN 3-453-21091-3.
Der Zeitreisende ist wieder in seine eigene Zeit zurückgekehrt. Würde er noch einmal in die Zukunft reisen, würde er wieder genau die Welt vorfinden, die er verlassen hat? Hier hat sich Stephen Baxter vieles einfallen lassen, um die Auswirkungen der Viele-Welten-Interpretation darzulegen. So landet der Zeitreisende bei seiner zweiten Reise in einer Dyson-Sphäre und muss sich erst einmal in den gigantischen Dimensionen zurechtfinden. Der Roman versteht sich hierbei als Fortsetzung des Buches Die Zeitmaschine von H.G. Wells. Der namenlose Ich-Erzähler (der Zeitreisende) kehrt von seiner ersten Reise aus der Zukunft der Morlocks und Elois zurück ins viktorianische England und bricht erneut in die Zukunft auf. Diese hat sich jedoch fundamental geändert. Baxter spielt in diesem Roman mit der Viele-Welten-Interpretation der Quantenmechanik und wurde 1995 mit dem BSFA Award sowie 1996 mit dem John W. Campbell Memorial Award for Best Science Fiction Novel und dem Philip K. Dick Award ausgezeichnet.
- The Light of Other Days, 2000 (mit Arthur C. Clarke)

Das Licht ferner Tage, Heyne, 2001, ISBN 3-453-17803-3.
In der Mitte des 21. Jahrhunderts gelingt es dem Unternehmer Hiram Patterson Wurmlöcher gezielt zu stabilisieren und zur Informationsübermittlung zu nutzen. Er entwickelt mit Hilfe dieser Technik eine Kamera, die quasi durch Wände sehen kann und setzt damit einen gesellschaftlichen Wandel in Gang, dessen Folgen er kaum erahnt. Doch damit nicht genug: bald stellt er fest, dass seine Kamera nicht nur jeden beliebigen Ort in der Gegenwart, sondern ebenso in der Vergangenheit sichtbar machen kann. Die Menschheit beginnt ihre eigene Geschichte zu erforschen und muss dabei von so manchem Selbstbetrug Abschied nehmen.
- Evolution, 2003.

Evolution, Heyne, 2004, ISBN 3-453-87546-X.
Evolution, Heyne, 2013, ISBN 978-3-453-53447-6
Wie kam es zur Entstehung des Menschen, und wird es nach dem Menschen andere Spezies geben, die sich aus ihm entwickelt haben? Dieser Frage geht der Autor in diesem Roman nach, indem er den Menschen nicht abseits der Evolution stellt, sondern ihn integriert. So wird der jetzige Mensch auch nur eine Basis für zukünftige Hominiden sein.
- The H Bomb Girl, 2007, ISBN 978-0-571-23279-6.

- Doctor Who: The Wheel of Ice, 2012.

Doctor Who: Rad aus Eis, Cross Cult, 2013, ISBN 978-3-86425-195-5.
- The Medusa Chronicles, 2016 (mit Alastair Reynolds; Fortsetzung zu Ein Treffen mit Medusa von Arthur C. Clarke)

Die Medusa-Chroniken, Heyne, 2016, ISBN 978-3-453-31784-0.
- The Massacre of Mankind, 2017 (autorisierte Fortsetzung zu Der Krieg der Welten von H. G. Wells), ISBN 978-1-473-20509-3.

Das Ende der Menschheit, Heyne, 2017, ISBN 978-3-453-31845-8.
- Galaxias, 2021.

Galaxias, Heyne, 2023, ISBN 978-3-453-32248-6.
- The Thousand Earths, 2022, ISBN 978-1-473-22890-0.

Die tausend Erden, Heyne, 2024, ISBN 978-3-453-32324-7.

### Sonstige Sammlungen
- Traces, 1998.

- „Traces“, 1991 („Spuren“)
- „Darkness“, 1995.
- „The Droplet“, 1989.
- „No Longer Touch the Earth“, 1993.
- „Mittelwelt“, 1993.
- „Journey to the King Planet“, 1990.
- „The Jonah Man“, 1989.
- „Downstream“, 1993 („StromAb“)
- „The Blood of Angels“, 1994 („Das Blut der Engel“)
- „Columbiad“, 1996 („Columbiad“)
- „Brigantia's Angels“, 1995.
- „Weep for the Moon“, 1992.
- „Good News“, 1994.
- „Something for Nothing“, 1988.
- „In the Manner of Trees“, 1992 („Nach Art der Bäume“)
- „Pilgrim 7“, 1993 („Pilgrim 7“)
- „Zemlya“, 1997 („Zemlya“)
- „Moon Six“, 1997.
- „George and the Comet“, 1991 („George und der Komet“)
- „Inherit the Earth“, 1992 („Erben der Erde“)
- „In the MSOB“, 1996.

- The Hunters of Pangaea, 2004.

- „The Hunters of Pangaea“, 2001.
- „The Modern Cyrano“, 2004.
- „Family History“, 1998.
- „Raft“, 1989.
- „Clods“, 2004.
- „Wild Extravagant Theories: The Science of The Time Machine“, 2004 (Essay)
- „The Ant-Men of Tibet“, 1995.
- „Martian Chronicles: Narratives of Mars in Science and SF“, 2004 (Essay)
- „The Orchards of the Moon“, 1992.
- „The Song“, 1998.
- „The Moon Wizard“, 1997.
- „The Moon is Hell“, 2004 (Essay)
- „Behold Now Behemoth“, 2000.
- „A Midsummer Eclipse“, 2004.
- „Prospero One“, mit Simon Bradshaw, 1996
- „A Brief History of Half Time: Football in Science Fiction“, 2004 (Essay)
- „Imaginary Time“, 1993.
- „The Burster“, 2004.
- „The Adventure of the Inertial Adjustor“, 2004.
- „The Dinosaur Hunter“, 2004.
- „The Flight of the Taikonauts“, 2004 (Essay)
- „The Mandate of Heaven“, 2004.
- „First to the Moon!“, mit Simon Bradshaw, 2000

- Last and First Contacts, 2012.

- „Erstkontakt“, 2012.
- „In the Abyss of Time“, 2006.
- „Halo Ghosts“, 2000.
- „Tempest 43“, 2007.
- „The Children of Time“, 2005.
- „The Pacific Mystery“, 2006.
- „No More Stories“, 2006.
- „Dreamers' Lake“, 2007.
- „The Long Road“, 2006.
- „Last Contact“, 2007.

- Universes, 2013.

- Obelisk, 2016.

- „Auf der Chryse-Ebene“
- „Reise nach Amasien“
- „Obelisk“
- „Flucht aus Eden“
- „Das Jubilee-Komplott“
- „Das Schicksal und die Feuerlanze“
- „Das niemals blinzelnde Auge“
- „Das Darwin-Anathema“
- „Der Mars bleibt bestehen“
- „Eagle Song“
- „Die Petravon-Ratten“
- „Die Venus-Invasion“
- „Turings Äpfel“
- „Artefakte“
- „Vacuum Lad“
- „Vabanque“
- „StarCall“

### Sonstige Kurzgeschichten
- „Space Butterflies“, 1987.
- „The Entoptic Man“, 1991.
- „The Strongest Armour“, 1992.
- „Paradox“, 1993.
- „Sunfly“, mit Eric Brown, 1995
- „Disorder and Precision“, 1995.
- „In the Picture“, 1996.
- „Saddle Point Sequence“, 1996.
- „Voyage (extract)“, 1996.
- „The Spacetime Pit“, mit Eric Brown, 1996
- „Gaijin“, 1996.
- „Saddle Point Dreamtime“, 1996.
- „Soliton Star“, 1997.
- „The Engine of Kimera“, 1997.
- „The Wire Continuum“, mit: Arthur C. Clarke, 1998 („Das Draht-Kontinuum“)
- „Roughneck“, 1998.
- „The Hydrous Astronauts“, 1998.
- „The Plain of Bones“, 1999.
- „Saddle Point: The Face of Kintu“, 1999.
- „People Came from Earth“, 1999.
- „Saddle Point: The Children's Crusade“, 2000.
- „Evolution (excerpt)“, 2003.
- „Coalescent (excerpt)“, 2004.
- „Exultant (excerpt)“, 2004.
- „A Drama on the Railway“, 2004 („Der Minister auf den Schienen“)
- „Transcendent (excerpt)“, 2005.
- „Under Martian Ice“, 2005.
- „A Signal from Earth“, 2005.
- „The Siege of Earth“, 2006.
- „A Very British Paranorm“, 2006.
- „Harvest Time“, 2006.
- „Six Sixes: Six Six-word SF stories“, 2006.
- „Repair Kit“, 2007.

### Sachbuch
- Angular Distribution Analysis in Acoustics, 1986.
- Reengineering Information Technology, mit David Lisburn, 1994
- The Role of the IT/IS Manager, 1996.
- Deep Future, 2001 (wissenschaftliche Artikel)
- Omegatropic, 2001 (Science-Fiction Kritiken)
- Revolutions in the Earth: James Hutton and the True Age of the World, 2003
- Ages in Chaos: James Hutton and the Discovery of Deep Time, 2004
- The Science of Avatar, 2012 (ein autorisierter Blick auf die Wissenschaft hinter dem Blockbuster Avatar – Aufbruch nach Pandora)